# 中村玄角
中村 玄角（なかむら げんかく）は、戦国時代の武将。中村日向守。下野国の宇都宮氏家臣。第14代中村城主。子に時長。実名は不詳。入道して玄角。
宇都宮氏の五指に入るほどの闘将と謳われた。源義経の遺児とされる中村朝定より数えて15代目の孫にあたる。中先代の乱において宇都宮氏の臣になり旧領である中村城をこの玄角の代まで累代居住としていた。入道して嫡男時長が中村城主になる。

## 中村城の戦い

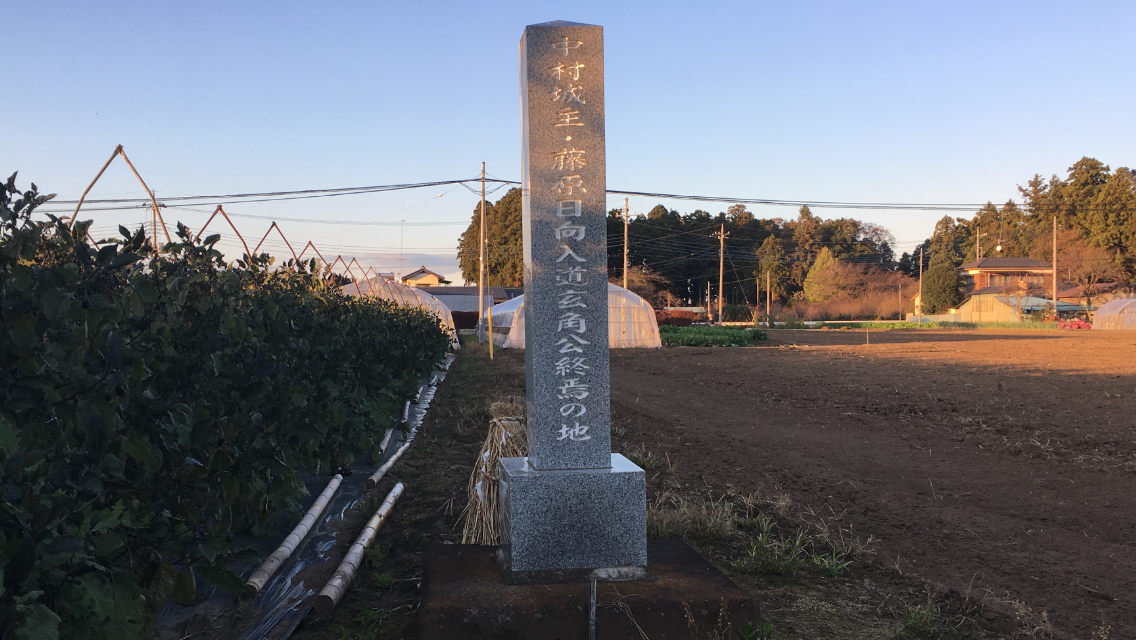
中村入道玄角石碑

天文13年（1544年）10月に結城氏の家臣で負け知らずの猛将と謂われる水谷正村（後の蟠龍斎）が攻めてきた際に嫡男の時長とともに撃退している。領民に慕われていた玄角親子は中村の領民と共にその晩、祝杯をあげていたがその領民を盾に正村の軍勢が夜襲を掛けた。玄角は嫡男時長に城に火を放ち、その隙に領民を逃し主家宇都宮を頼るよう命じた。玄角は城の南西において激闘の中、討ち死にした。時長は父、玄角の命により中村城に火を放ち無念の中、宇都宮へ返した。その後、中村領は敵におちるが領民は中村玄角、時長親子を慕い「畑に地しばり　田にひる藻　久下田に蟠竜なけりゃよい」という草取り唄を歌い継ぎ、果敢に領民を守った玄角の討ち死にの地には碑が立ち、最後の城主時長を祀る社が領民によって建立され、現代まで伝わっている。
中村氏は宇都宮氏の家臣としては、中村城落城までの間、中村十二郷を中心に2千石以上を領したとされている。